# رنگی و پاپا

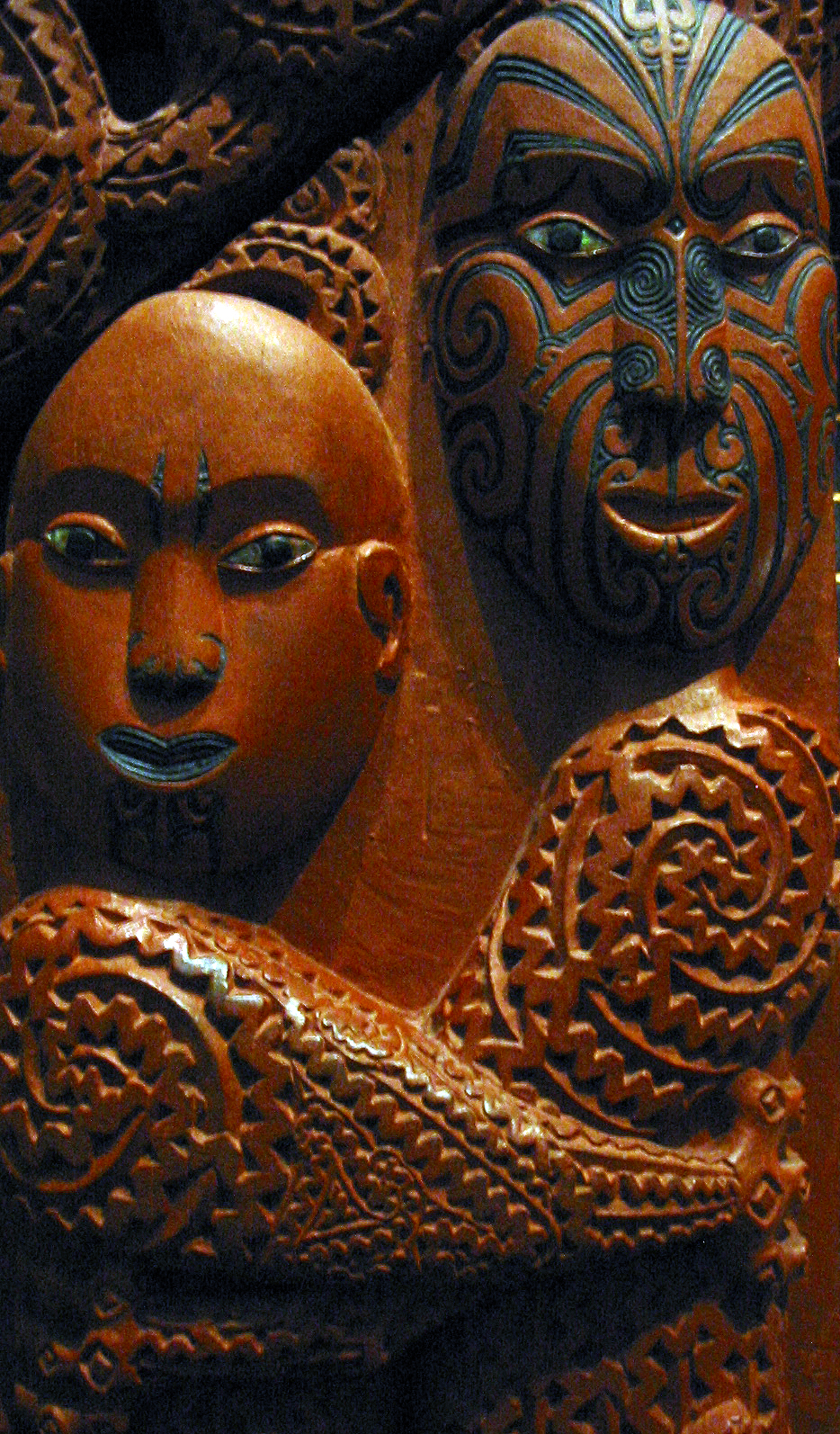
پاپا و رنگی یکدیگر را سخت در آغوش گرفته‌اند.

در اسطوره‌شناسی مائوری، زوج نخستین، رنگی و پاپا(به انگلیسی: Rangi and Papa) (یا رنگینویی و پاپاتوانوکو) در افسانه آفرینش که پیدایش جهان را توضیح می‌دهد، حضور دارند. در برخی از گویشهای جزیره جنوبی رنگی با نام رکی یا رکینویی خوانده می‌شود. 